# Bo Damgaard
Bo Damgaard (født 5. december 1948) er en dansk tidligere tv-producer og medierådgiver. Damgaard har tidligere været direktør for FilmFyn (2011-2018) og konstitueret rektor for Den Danske Filmskole (2019-2021). Han er i dag (2022) medlem af en række bestyrelser, herunder i STV Production A/S, BaggårdTeatret, Odense Teater og Station Next. Han er uddannet cand. phil. i nordisk sprog og litteratur/massekommunikation fra Aarhus Universitet (1982).
På TV 2 havde han bl.a. ansvaret for programmer som "Go' Morgen Danmark", "Go' Aften Danmark", "TV 2 | Vejret", "Klassefesten", "Scenen er din", "Popstars", "Vild med Dans", Familiejulekalenderserien om Pyrus ("Alletiders Jul", "Alletiders Nisse", "Alletiders Julemand", "Pyrus i Alletiders Eventyr") "Jul i Valhal", "Jesus & Josefine", og dokumentarserier som "TV 2.dok", "Operation X" og "Den Sorte Box" samt livsstilsprogrammer som "Bubber & B.S", "Liebhaverne", "Room Service".
Bo Damgaard begyndte sin karriere i 1973 med at starte sit eget ugeblad "Folk i Århus". I 1974-1978 var han højskolelærer på Ry Højskole samtidig med at han arbejde som freelancejournalist for DR provinsenheden i Århus på Børneprogrammet Søndagskvisten og P3. 
Fra 1978 til 1987 var han programmedarbejder og studievært i DR og var bl.a. med til at lave programmer som "Men nu til noget helt andet", "Sort arbejde", "Voksdugen", "Børnetinget" m.v.
I 1987 blev han programredaktør ved Jydske TV, hvor han var indtil 1989. I 1989 kom han tilbage til DR. Denne gang som programchef. Her blev han frem til 1993 og stod bl.a. bag "Landet Rundt", "Frodes forunderlige rejse" med Frode Kristoffersen, "Oplysning til samfundet om borgerne" og "Det' ren kage, mand!".